# Liste der Biografien/Masr
Liste der Biografien |
Portal Biografien |
Personensuche
# |
A |
B |
C |
D |
E |
F |
G |
H |
I |
J |
K |
L |
M |
N |
O |
P |
Q |
R |
S |
T |
U |
V |
W |
X |
Y |
Z |
?
 
Ma |
Mb |
Mc |
Md |
Me |
Mf |
Mg |
Mh |
Mi |
Mj |
Mk |
Ml |
Mm |
Mn |
Mo |
Mp |
Mq |
Mr |
Ms |
Mt |
Mu |
Mv |
Mw |
Mx |
My |
Mz
 
Maa |
Mab |
Mac |
Mad |
Mae |
Maf |
Mag |
Mah |
Mai |
Maj |
Mak |
Mal |
Mam |
Man |
Mao |
Map |
Maq |
Mar |
Mas |
Mat |
Mau |
Mav |
Maw |
Max |
May |
Maz
 
Masa |
Masb |
Masc |
Masd |
Mase |
Masg |
Mash |
Masi |
Masj |
Mask |
Masl |
Masm |
Masn |
Maso |
Masp |
Masq |
Masr |
Mass |
Mast |
Masu |
Masv |
Masw |
Masy |
Masz
Die Liste der Biografien führt alle Personen auf, die in der deutschsprachigen Wikipedia einen Artikel haben. Dieses ist eine Teilliste mit 12 Einträgen von Personen, deren Namen mit den Buchstaben „Masr“ beginnt.

## Masr

### Masra
- Masra, Succès (* 1983), tschadischer Wirtschaftswissenschaftler und Politiker
- Masrahi, Omar Moussa al (* 1978), saudi-arabischer Hochspringer
- Masrahi, Youssef (* 1989), saudischer Leichtathlet

### Masre
- Masreliez, Louis († 1810), schwedischer Maler, Zeichner, Grafiker und Innenarchitekt
- Masresha, Wohib (* 1946), äthiopischer Langstreckenläufer

### Masri
- Masri, Georges (* 1968), syrischer Geistlicher, melkitisch griechisch-katholischer Erzbischof von Aleppo
- Masri, Layla al (* 1999), US-amerikanisch-palästinensische Leichtathletin
- Masri, Taher al- (* 1942), jordanischer Politiker
- Masriadi, Nyoman (* 1973), indonesischer Maler
- Masriera, Francesc (1842–1902), katalanischer Maler und Goldschmied
- Masriera, Josep (1841–1912), katalanischer Maler

### Masry
- Masry, Ed (1932–2005), US-amerikanischer Anwalt